# Ali Kayalı
Ali Kayalı (Bulgaria, 29 de enero de 1965) es un deportista turco de origen búlgaro retirado especialista en lucha libre olímpica donde llegó a ser medallista de bronce olímpico en Barcelona 1992.

## Carrera deportiva
En los Juegos Olímpicos de 1992 celebrados en Barcelona ganó la medalla de bronce en lucha libre olímpica de pesos de hasta 100 kg, tras el luchador Leri Khabelov (oro) del Equipo Unificado y el alemán Heiko Balz (plata).